# 北海道大学医療技術短期大学部
北海道大学医療技術短期大学部（ほっかいどうだいがくいりょうぎじゅつたんきだいがくぶ、英語: College of Medical Technology, Hokkaido University）は、北海道札幌市北区北12条西5丁目に本部を置いていた日本の国立大学である。1981年に設置され、2007年に廃止された。大学の略称は北大医短または医短。

## 概要

### 大学全体
- 北海道札幌市北区に所在した日本の国立短期大学で、併設元は北海道大学医学部。
- 北海道大学医学部附属看護学校を母体に1980年10月に短期大学を設置。1981年に2学科を増設した上で開学。1982年、1984年、1985年にも北海道大学医学部に併設されていた専修学校を母体に学科、専攻科を其々増設、5学科と専攻科1専攻科にまで発展した。
- 2003年度の入学生を最後に[注釈 1]、2007年に短期大学としての使命を終える[4]。

### 建学の精神（校訓・理念・学是）
- 北海道大学医療技術短期大学部の教育目的：「医療技術に関する高度の理論と技能を教授研究するとともに、豊かな教養と人格を備えた医療技術者を養成し、もって国民の保健医療の向上に寄与すること」となっていた。

### 教育および研究
- 北海道大学医療技術短期大学部では、北海道大学病院での臨床実習が行われていた。

### 学風および特色
- 北海道大学医療技術短期大学部は北海道大学医学部に併設された短大であったため、教員は医学部との兼任者が多いものとなっていた。

## 沿革

### 短期大学開学まで
- 1920年 北海道帝国大学医学部附属病院に看護法講習科を設置。
- 1921年 北海道帝国大学医学部附属病院に産婆養成所を設置。
- 1945年 看護法講習科を厚生女子部に改称。
- 1951年 厚生女子部を北海道大学医学部附属看護学校に改称。
- 1956年 北海道大学医学部附属エックス線技師学校開学。
- 1966年 北海道大学医学部附属衛生検査技師学校開学。
- 1969年 医学部附属エックス線技師学校を医学部附属医学部附属診療放射線技師学校に改組。
- 1972年 医学部附属衛生検査技師学校を医学部附属臨床検査技師学校に改組。

### 短期大学設置後
- 1980年
  - 10月1日 左記を以て文部省[注 2]より短期大学の設置が認可される[注 3]。
- 1981年
  - 4月1日 北海道大学医療技術短期大学部が以下の学科体制にて開学する[9]。
    - 看護学科[注 4] 入学定員80名[10]
    - 理学療法学科[注釈 2]入学定員20名
    - 作業療法学科[注釈 2]入学定員20名

  - 5月1日 学生数[11]/定員
    - 看護学科 女子78
    - 理学療法学科 20[注 5]
    - 作業療法学科 20[注 6]
- 1982年
  - 4月1日 左記を以て衛生技術学科を増設[注 7]。
  - 5月1日 学生数[14]/定員
    - 看護学科 女子158/160
    - 理学療法学科 39[注 8]/40
    - 作業療法学科 40[注 9]/40
    - 衛生技術学科 40[注 10]/40
- 1983年 医学部附属看護学校廃止。
- 1984年 診療放射線技術学科を増設[注 11]。
- 1985年
  - 4月1日 専攻科助産学特別専攻[注 12]を設置[注 13]。
  - 5月1日 学生数[19]/定員
    - 看護学科 249[注 14]/160
    - 理学療法学科 62[注 15]/40
    - 作業療法学科 62[注 16]/40
    - 衛生技術学科 119[注 17]/40
    - 診療放射線技術学科 79[注 18]/80
- 1986年 医学部附属診療放射線技師学校廃止。
- 1999年
  - 5月1日 学生数[20]/定員
    - 看護学科 242[注 19]
    - 理学療法学科 60[注 20]
    - 作業療法学科 64[注 21]
    - 衛生技術学科 122[注 22]
    - 診療放射線技術学科 127[注 23]
- 2003年
  - 4月1日 この年度をもって学生募集を終了とする[注釈 1]。
- 2007年
  - 3月31日 左記を以て廃止[4]。

## 基礎データ

### 所在地
- 北海道札幌市北区北12条西5丁目

## 教育および研究

### 組織

#### 学科[注 24]
- 看護学科 入学定員80名
- 理学療法学科 入学定員20名
- 作業療法学科 入学定員20名
- 衛生技術学科 入学定員40名
- 診療放射線技術学科 入学定員40名

#### 専攻科[注 25]
- 助産学特別専攻 20名[23]

#### 別科
- なし

#### 取得資格について
受験資格
- 看護師：看護学科
- 理学療法士：理学療法学科
- 作業療法士：作業療法学科
- 臨床検査技師：衛生技術学科
- 診療放射線技師：診療放射線技術学科
- 助産師：専攻科助産学特別専攻

### 研究
- 『北海道大学医療技術短期大学部紀要』[1]

## 大学関係者と組織

### 大学関係者一覧
歴代学長
- 有江幹男
- 廣重力
- 丹保憲仁

## 施設

### キャンパス
- 設備：北海道大学医学部・北海道大学病院に隣接されていた。

## 卒業後の進路について

### 就職について
- 看護学科：国公立病院や診療所などの専門職への就職が大半となっていた。
- 理学療法学科：国公私立病院や診療所、老人保健施設などの専門職への就職が大半と大半となっていた。
- 作業療法学科：国公私立病院や診療所、リハビリテーションセンター・精神障害者施設・小児施設など保健・医療・福祉領域など幅広い。
- 衛生技術学科：国公私立病院や診療所・衛生検査所・公衆衛生施設・医療関連企業などへの専門職が大半。
- 診療放射線技術学科：国公私立病院・検診センターや医療関連機器企業への就職実績があげられる。

### 編入学・進学実績
- 看護学科卒業生は、北海道大学医療技術短期大学部専攻科へ進学していた様子。